# 삼성 갤럭시 홈
삼성 갤럭시 홈(Samsung Galaxy Home)은 삼성전자가 개발한 스마트 스피커이다. 2018년 8월 9일 갤럭시 노트 9과 갤럭시 워치와 함께 공식 발표되었다.

## 역사
2017년 7월 월스트리트 저널에 따르면 베가(Vega)라는 코드명의 빅스비 스마트 스피커가 개발 중이었다. 나중에 2017년 8월 삼성전자의 고동진 사장에 의해 확증되었다.
갤럭시 홈은 2018년 8월 9일 삼성 언팩 행사에서 모습을 드러냈으며, 여기에는 11월 삼성 개발자 콘퍼런스 기간 중에 약속한 추가 정보가 함께 포함되었다.

## 사양

### 하드웨어
갤럭시 홈은 화분 모양으로 되어 있으며 메시 디자인의 검은 옷감 재질을 이루며 3개의 메탈 삼각대 다리에 의해 지탱된다. 맨 위의 표면에는 음악과 볼륨 컨트롤을 갖춘 유리형 터치 인터페이스가 있으며 반짝이는 링과 AKG 로고도 있다. 3개의 미드레인지 및 하이레인지 스피커, 그리고 하나의 서브우퍼, 음성 명령을 위한 8개의 전치 증폭 마이크가 있다.

### 소프트웨어
스피커는 빅스비 음성 비서를 갖추고 있으며 "하이 빅스비"(Hi Bixby)라고 말함으로써 작동한다. 이 기능은 노트 9과 같은 모바일 장치에서 볼 수 있는 것들과 비슷하다. 갤럭시 홈은 소리를 환경에 적응시킬 수 있으며 장치가 방 안의 사용자 위치를 식별하고 더 나은 직접음을 지원하기 위한 빅스비 음성 명령인 사운드 스티어(Sound Steer)라는 기능도 추가되어 있다.
이 스피커는 스마트싱스 허브가 연동되므로 삼성 스마트싱스 플랫폼과 호환되는 다른 스마트 홈 가전기기들을 통제할 수 있게 한다. 스포티파이가 기본 음악 플레이어이며, 음성을 통해 제어할 수 있다. 삼성 홈 가전기기 간에 오디오 재생 또한 전환이 가능하다.